# Trashi Tobgyel
Changdag Trashi Tobgyel (tib. byang bdag bkra shis stobs rgyal; geb. 1550; gest. 1602) war ein bedeutender Meister der buddhistischen Lehrtradition der Nördlichen Schätze (byang gter) aus der Nyingma-Schule des tibetischen Buddhismus. Er erweiterte das Kloster Ewam Chögar (siehe Hauptartikel Dorje Drag). Trashi Tobgyel galt als Reinkarnation des Gründers Ngari Penchen Pema Wanggyel (tib. mnga' ris paṇ chen padma dbang rgyal; 1487–1542).
Ihm wird zugeschrieben, den Tsangpa-König Shingshapa (Karma Tsheten Dorje) durch seine „kraftvollen magischen Rituale“ getötet zu haben.